# Beierolpium bornemisszai
Espèce
Synonymes
- Xenolpium bornemisszai Beier, 1966

Beierolpium bornemisszai est une espèce de pseudoscorpions de la famille des Olpiidae.

## Distribution
Cette espèce est endémique d'Australie.

## Systématique et taxinomie
Cette espèce a été décrite sous le protonyme Xenolpium bornemisszai par Beier en 1966. Elle est placée dans le genre Beierolpium par Mahnert en 1978.

## Étymologie
Cette espèce est nommée en l'honneur de George Francis Bornemissza.

## Publication originale
- Beier, 1966 : On the Pseudoscorpionidea of Australia. Australian Journal of Zoology, vol. 14, no 2, p. 275-303.